# Virtu
Virtù е понятие, най-вече теоретизирано от Николо Макиавели, основано на бойния дух на населението или на водача, но също така включва по-широка колекция от качества, необходими за поддържане на държавата и „постигане на велики неща“. Virtù, за Макиавели не е еквивалент на моралните добродетели, а е свързано с държавните интереси. Всъщност, това, което е добро за държавата и за лидера може да бъде в противоречие с това, което е прието за морално и добро. Virtù обхваща и включва всички добродетели. Човек трябва да бъде добродетелен във всяка една област, преди да може да се каже, че e постигнал virtù.
Virtù произхожда от латинската дума virtus, която от своя страна означава човек. Понятието обхваща качествата, които е желателно човек да притежава, но не е задължително да са добродетели. Virtù включва гордост, смелост, сила, също така и до голяма степен безпощадност.